# Powder diffraction file
Pour les articles homonymes, voir PDF (homonymie).
Le Powder diffraction file (PDF, littéralement « fichier de diffraction de poudre ») est une base de données regroupant des phases (produits chimiques artificiels ou naturels cristallisés), et permettant le dépouillement des diagrammes de diffraction de rayons X.

## Historique
À la fin des années 1930, une réunion fut organisée sur l'île de Gibson (Maryland) par Wheeler P. Davey du Pennsylvania State College pour discuter de la création d'un fichier concernant l'analyse chimique par diffraction X. En 1941 fut créé le Joint Committee on Chemical Analysis by X-Ray Diffraction Methods, ou comité E4, une branche de l'American Society for Testing and Materials (ASTM). Le British Institute of Physics, qui parrainait le projet, demanda à Davey de coordonner la recherche et la publication des diagrammes de référence, les réunions se faisaient à l'université de Pennsylvanie. Ce comité devint par la suite le JCPDS (Joint Committee on Powder Diffraction Standards), puis pris le nom de ICDD (International Center for Diffraction Data (en)).
Les premières fiches étaient obtenues à partir de clichés de Debye-Scherrer, les traces de diffraction (arcs de cercle) étant repérées à la main sur les clichés photographiques ; les produits mesurés étaient des produits naturels que l'on raffinait ou que l'on prenait le plus pur possible. Ces fiches étaient des fiches cartonnées au format 3 "×5 " (7,6 cm×12,7 cm). Les fiches étaient listées dans des index qui permettaient le dépouillement des diffractogrammes, par exemple selon la méthode d'Hanawalt. On parlait alors de fiches ASTM.
La qualité des fiches s'est accrue d'une part par les progrès des appareils de diffraction, et notamment par l'apparition des diffractomètres automatisés à optique Bragg-Brentano, et d'autre part par les progrès en synthèse chimique, qui ont permis de fabriquer des produits de référence ultra-purs ; par exemple, on a pu synthétiser du quartz par oxydation contrôlée de silicium pur au lieu de prendre du quartz d'origine minérale.
Les progrès en cristallographie, et notamment la détermination des structures cristallines de plus en plus de produits, et les progrès de l'informatique (capacité des ordinateurs, algorithmique) a rendu possible la création de fiches de référence calculées à partir des structures théoriques (simulation du diffractogramme).
La première version informatique apparu en 1962 sur bande magnétique, mais n'était pas encore distribuée sous cette forme.
L'idée de créer une base de données informatisée date de 1976. Le format retenu fut inspiré du NBS CRYSTAL DATA ; le programme de saisie et de contrôle des fiches commença à être utilisé en 1979, et la base fut entièrement informatisée en 1985
Avec les progrès des moyens de stockage, la base de données a été distribuée sur disquette, puis sur CD-ROM et enfin DVD-ROM.
| Année | Événement |
| ----- | --- |
| 1941  | Publication des premières fiches ASTM |
| 1962  | Les fiches sont introduites dans un ordinateur |
| 1965  | Les index sont édités à partir du fichier informatique |
| 1969  | Les différentes sociétés s'étant jointes à l'ASTM fondent le JCPDS |
| 1976  | Début du projet de la mise en base de données informatique |
| 1979  | Première version de la base de données informatique |
| 1978  | Le JCPDS devient l'ICDD |
| 1985  | Extension du format des données (informations supplémentaires) avec le format PDF-2 |
| 1987  | Abandon de la distribution sous forme de cartes |
| 1998  | Intégration des fiches calculées à partir de la base de structure ICSD (Inorganic crystal structure database) du FIZ (Fachinformationszentrum, Karlsruhe) |
| 2002  | - Intégration des fiches calculées à partir de la base de structure du National Institute of Standards and Technology (NIST) - création du format PDF-4 : les fiches sont mises dans une base de données relationnelle (Microsoft Access) - intégration des fiches de la CSD (Cambridge structure database) du CCDC (Cambridge crystallographic data center) dans la base PDF-4/Organics |
| 2004  | Abandon du format PDF-1 |
| 2005  | - Intégration des fiches calculées à partir de la base de structure Linus Pauling File (LPF) - le format de base de données relationnelle devient Sybase ; PDF-2 devient elle aussi une base de données relationnelle |

## Qualité des fiches
La qualité des fiches peut s'entendre de deux manières :
- la fidélité de la fiche par rapport au produit de référence ;
- l'adéquation de la fiche pour l'utilisation.

### Fidélité par rapport au produit de référence
Les premières fiches ont été faites à partir de mesures sur des produits naturels raffinés, puis sur des produits de synthèse. Ces fiches sont dites « expérimentales ». Dans certains cas, il n'est pas possible d'obtenir un produit pur, on n'a qu'un mélange ; dans ce cas, la fiche est retravaillée pour extraire les pics relatifs à la phase parasite, la fiche est dite « calculée ».
La qualité de la fiche est essentiellement liée à la mesure et au soin apporté à la préparation de l'échantillon. On s'attache à avoir des pics fins, afin de bien détecter leur position et de pouvoir séparer des pics proches, il faut donc avoir une optique irréprochable, un produit bien cristallisé et des cristallites pas trop fins (de dimension supérieure à 1 µm).
Il faut aussi avoir un excellent rapport signal sur bruit afin de pouvoir détecter des pics peu intenses. Il faut donc avoir un long temps de mesure, pas d'orientation préférentielle (appelée texture) (ceci permet également d'avoir des intensités fiables) et suffisamment de cristallites sous le faisceau pour assurer une bonne répartition statistique des orientations (donc une taille de cristallite inférieure à 60 µm).
Smith et Snyder ont déterminé une note (figure of merit, FOM), notée F(N), pour juger de la qualité des fiches :
{\displaystyle F(N)={\frac {1}{\Delta 2\theta }}\cdot {\frac {N}{N_{th}}}}
où
- Δ2θ est la largeur à mi-hauteur des pics (quasiment uniforme sur un diffractogramme) ;
- N est le nombre de pics détectés ;
- Nth est le nombre de pics que l'on devrait avoir dans la zone couverte par la fiche selon la théorie de la diffraction.

Cette note a permis de donner un indice de qualité aux fiches :
- B (blank) : fiche de mauvaise qualité (normalement une ancienne fiche), avec une mauvaise note ;
- 0 (zéro) : fiche douteuse ; l'acquisition est de qualité, mais les données cristallographiques sur le produit sont insuffisantes ;
- I (indexed) : la qualité de mesure est bonne, tous les pics sont indexés (c'est-à-dire que les indices de Miller sont connus) à partir de données cristallographiques fiables, la largeur des pics est inférieure à 0,06° ;
- * (étoile) : fiche expérimentale d'excellente qualité, la largeur des pics est inférieure à 0,03° ;
- R (Rietveld) : fiche expérimentale dont les positions de pics ont été affinées par la méthode de Rietveld ;
- C (calculated) : fiche calculée à partir des données cristallographiques, ou plus rarement fiche expérimentale retravaillée.

Dans le cas d'une fiche calculée à partir de données cristallographiques, la note F(N) n'a aucun sens.
Un autre indice peut être adjoint à la fiche :
- D (deleted) : il existe une fiche plus récente du même produit, la présente fiche est considérée comme obsolète, « supprimée » (mais elle est quand même conservée dans la base de données) ;
- A (alternate) : lorsqu'il y a plusieurs fiches d'un même produit et de qualité semblable (doublons), une des fiches est choisie comme référence et les autres sont indiquées comme étant alternatives ;
 le positionnement des indices A a été commencé en 2000, mais il semble que l'ICDD n'ait pas l'intention de mener cette opération au bout.

### Adéquation entre la fiche et l'utilisation
Une « bonne » fiche est une fiche adaptée à l'utilisation que l'on en fait.
Ainsi, une fiche d'excellente qualité (fiche C, I ou *) représente un produit pur ou idéal, qui peut être très éloigné du produit que l'on a ; à l'inverse, une fiche de piètre qualité (B, 0 et/ou marquée D) peut avoir été mesurée sur un produit proche de celui que l'on a. Ainsi, il est courant que l'on ait plus de facilité à identifier un produit à partir d'une fiche obsolète. Les fiches calculées représentent une mesure idéale d'un produit idéal, ce qui peut s'éloigner sensiblement du produit réel.
Par contre, une fois l'identification faite, il est intéressant de comparer le diffractogramme avec une fiche idéale (donc C, I ou *). Les paramètres calculés à partir des structures sont également plus fiables.
La base de données contient un certain nombre de fiches ayant été mesurées ou calculées pour des hautes températures et/ou des hautes pressions. Ces fiches sont clairement inadéquates pour des produits mesurés dans des conditions normales de pression et de température.
Certaines fiches ont été volontairement établies (mesurées ou calculées) pour des produits non purs (alliages, solution solide). Cependant, la diffraction X étant peu sensible à la nature chimique des espèces, on peut avoir un diffractogramme semblable à une fiche de produit non pur, bien que l'impureté dans notre produit soit différente de l'impureté du produit de la fiche.
Ces quelques exemples montrent l'importance de lire les commentaires et les détails sur la genèse de la fiche avant de faire son choix.

## Numérotation des fiches
Chaque année, l'ICDD publie de nouvelles bases de données. L'ensemble des fiches de même origine publiées la même année sont regroupées dans un « jeu » (set). Ainsi, toutes les fiches ajoutées en 1989 sont dans le jeu no 39 ; le jeu no 1 correspond à l'année 1951. Au sein d'un jeu, les fiches sont numérotées individuellement.
Par exemple, la fiche 46-1212 est une fiche du corindon, la 1 212e fiche ajoutée en 1996.
L'ICDD a prévu de réserver les jeux 90 à 99 pour les fichées créées par l'utilisateur.
À partir de 1998, l'ICDD a commencé à intégrer des fiches provenant d'autres bases de données. Les fiches « traditionnelles » (dites « expérimentales ») occupaient les jeux 1 à 48 ; le jeu 65 a été attribué aux fiches calculées à partir de la base NIST, les jeux 70 à 89 aux fiches calculées à partir de la base ICSD. Il devenait clair qu'avec ce système, l'on aurait eu des problèmes après 2014, puisque les fiches expérimentales auraient atteint le jeu 64.
L'ICDD introduisit donc un nouveau système de numérotation en 2003. Désormais, le numéro de la fiche est désigné par trois groupes de nombres :
- un premier groupe de deux chiffres pour indiquer l'origine de la fiche : 00 pour une fiche expérimentale, 01 pour une fiche calculée à partir de l'ICSD, 02 pour la CSD et 03 pour la NIST ;
- un groupe de trois chiffres pour le jeu de fiches ; il s'agit du même numéro que précédemment augmenté d'un 0 ;
- un numéro d'ordre dans le jeu, qui reste inchangé.

Par exemple :
- la fiche 46-1212 est devenue 00-046-1212
- la fiche 65-0001 est devenue 03-065-0001

## Bases de données proposées
De 1987 à 2001, l'ICDD proposait deux formats de base de données :
- le format PDF-1, qui ne contient, pour chaque fiche, que la liste des pics, les noms et la formule chimique de la phase ;
- le format PDF-2, qui contient d'autres informations complémentaires lorsqu'elles sont connues : indices de Miller hkl, paramètres de maille, référence bibliographiques, commentaires et conditions d'acquisition, coefficient d'étalonnage normalisé I/Icor…

En 1994, la base complète au format PDF-2, appelée JCP2, représentait environ 200 Mo, la base au format PDF-1 environ 25 Mo.
La plupart des utilisateurs achetaient la base PDF-2, et celle-ci était compilée par un programme fourni par le fabricant du diffractomètre pour pouvoir être exploité par le système de l'appareil. Certains clients achetaient la PDF-1 déjà compilée auprès du constructeur de l'appareil (base appelée JCP) ; ils pouvaient acheter une sous-base, contenant moins de fiches, comme la base ne contenant que les phases minérales (appelée MINERAL).
Jusqu'en 1998, le niveau de la base de données était donné par le jeu de fiches expérimentales les plus récentes ; ainsi, on parlait de la base PDF-2 set 1–48 pour désigner la version sortie en 1998. Avec l'introduction des autres bases de données et donc des jeux 65, 70 et suivants, l'ICDD décida que le niveau de la base serait indiqué par l'année de sortie. La base suivante fut donc la PDF-2 Release 1999.
En 2002 fut créé le format PDF-4. En plus des bases PDF-2 et PDF-1, l'ICDD proposa donc quatre nouvelles bases :
- la PDF-4/FullFile, qui comporte les mêmes fiches que la PDF-2 ;
- la PDF-4/Minerals, qui comporte les fiches de phases minérales de la PDF-4/FullFile
- la PDF-4/Metals&Alloys, qui comporte les fiches des métaux, alliages et oxydes de la PDF-4/FullFile
- la PDF-4/Organics, qui comporte les fiches de phases organiques de la PDF-2 ainsi que les fiches calculées à partir de la base CSD.

En 2005, l'ICDD décida de rebaptiser la base PDF-4 FullFile en PDF-4 + (PDF-4 Plus). Par ailleurs, la base PDF-4 + intègre les fiches calculées à partir du Linus Pauling File, que ne contient pas la base PDF-2. La base PDF-4/Metals&Alloys est abandonnée.
Si l'on excepte donc les bases PDF-1, les bases proposées par l'ICDD furent donc :
| Année | Bases               | Bases                                                                                  |
| ----- | ------------------- | -------------------------------------------------------------------------------------- |
| …     |                     |                                                                                        |
| 1997  | PDF-2 set 1–47      |                                                                                        |
| 1998  | PDF-2 set 1–48      |                                                                                        |
| 1999  | PDF-2 Release 1999  |                                                                                        |
| 2000  | PDF-2 Release 2000  |                                                                                        |
| 2001  | PDF-2 Release 2001  |                                                                                        |
| 2002  | PDF-2 Release 2002, | PDF-4/FulFile 2002, PDF-4/Minerals 2002, PDF-4/Metals&Alloys 2002, PDF-4/Organics 2002 |
| 2003  | PDF-2 Release 2003, | PDF-4/FulFile 2003, PDF-4/Minerals 2003, PDF-4/Metals&Alloys 2003, PDF-4/Organics 2003 |
| 2004  | PDF-2 Release 2004, | PDF-4/FulFile 2004, PDF-4/Minerals 2004, PDF-4/Metals&Alloys 2003, PDF-4/Organics 2004 |
| 2005  | PDF-2 Release 2005, | PDF-4 + 2005, PDF-4 Minerals 2005, PDF-4 Organics 2005                                 |
| …     |                     |                                                                                        |

## Format informatique des bases de données
Le format PDF-1 désigne simplement des fiches contenant un nombre réduit d'informations — nom du produit, formule chimique, liste des pics (d, I) — et exploitables par l'utilisateur. Il n'y a donc en fait pas un format PDF-1 mais des formats, un par constructeur d'appareil de diffraction X (en fait, par éditeur de logiciel d'exploitation des résultats, mais les deux sont en général liés).
Le format PDF-2, jusqu'en 2004, est un fichier séquentiel dans lequel les fiches sont inscrites les unes à la suite des autres, selon un format qui suit celui des fiches perforées initiales.
Le format PDF-4, et le format PDF-2 à partir de 2005, est une base de données relationnelle qui permet des options de recherches complexes. C'est un format protégé : l'utilisateur doit être titulaire d'une licence pour utiliser la base de données. Les bases de données compilées (c'est-à-dire mises au format spécifique au logiciel d'exploitation des données de diffraction) doivent elle aussi être assujetties à la licence. Dans le cas du PDF-4, c'est une licence annuelle (il s'agit donc d'une formule d'abonnement annuel).

## Nombre de fiches
Le premier fichier (manuel) de phases pour la diffraction X fut créé en 1938 par Hanawalt, Rinn et Fevel de la Dow Chemical Company ; il contenait 1 000 fiches, dont 400 étaient considérées comme très courantes. La même année, l'Institut des mines de Léningrad publiait un fichier contenant 142 phases minérales.
| Année | Nombre de fiches | Taille de fichier | Commentaire                                                                                     |
| ----- | ---------------- | ----------------- | ----------------------------------------------------------------------------------------------- |
| 1941  | 1 000            |                   | set 1                                                                                           |
| 1945  |                  |                   | set 1–2                                                                                         |
| 1949  | 2 500            |                   | set 1–3                                                                                         |
| 1953  |                  |                   | set 1–4                                                                                         |
| 1955  | 4 500            |                   | set 1–5                                                                                         |
| 1994  |                  | 200 Mio           | set 1–44                                                                                        |
| 1995  | 69 758           |                   | set 1–45                                                                                        |
| 1996  | 75 011           |                   | set 1–46                                                                                        |
| 1997  | 77 103           |                   | set 1–47                                                                                        |
| 1998  | 117 551          | 564 Mio           | introduction des fiches calculées à partir de la base ICSD                                      |
| 1999  | 124 564          | 604 Mio           |                                                                                                 |
| 2000  | 131 574          | 565 Mio           |                                                                                                 |
| 2001  | 136 895          | 592 Mio           |                                                                                                 |
| 2002  | 148 379          | 649 Mio           | introduction des fiches calculées à partir de la base NIST                                      |
| 2003  | 157 048          | 848 Mio           |                                                                                                 |
| 2004  | 163 835          | 900 Mio           |                                                                                                 |
| 2005  | 174 699          | 1,6 Gio           | devient une base de données relationnelle PDF-4+ : 240 050 fiches (intégration du Pauling File) |

Les valeurs indiquées pour les premières années sont issues de. Selon, le premier jeu (1941) contenait 4 000 fiches et le second 4 500 fiches (soit 8 500 fiches au total en 1945).
La taille des fichiers dépend du nombre de fiches, mais aussi des informations portées sur les fiches ainsi que du format de fichier.
Le tableau ci-dessous indique le nombre de fiches selon la source pour les bases de données distribuées.
| Source              | PDF-2   | PDF-4+  | PDF-4/Minerals | PDF-4/Organics |
| ------------------- | ------- | ------- | -------------- | -------------- |
| Expérimentales      | 96 493  | 96 493  | 9 083          | 26 792         |
| ICSD (FIZ)          | 68 404  | 59 223  | 7 507          | 1 202          |
| CSD (CCDC)          | 0       | 0       | 0              | 237 200        |
| NIST Metals&Alloys  | 9 802   | 5 565   | 70             | 14             |
| Pauling File (MPDS) | 0       | 78 769  | 1 166          | 0              |
| Total               | 174 699 | 240 050 | 17 826         | 265 208        |

## Informations portées sur les fiches

### PDF-1
- Liste (d, I) des pics
- formule chimique
- noms du produit
- indice de qualité
- indicateurs (flags) additionnels :
  - deleted (voir ci-dessus)
  - ambiant : indique si la fiche correspond à des conditions normales de pression et de température ou pas
  - en 2000, l'ICDD a introduit un indicateur Alternate data set (voir ci-dessus)
  - en 2001, l'ICDD a introduit deux indicateurs supplémentaires : hypothetical (H) et to be replaced

### PDF-2
En plus des informations du PDF-1, le PDF-2 indique, lorsque ces informations sont connues :
- la symétrie cristalline et le groupe d'espace ;
- les indices de Miller (hkl) pour chaque pic lorsqu'ils sont connus ;
- le rapport d'intensité de référence I/Icor (coefficient d'étalonnage par défaut, permettant une analyse semi-quantitative) ;
- des propriétés du produit : la densité théorique (calculée à partir de la maille cristalline) et effective, la couleur, le point de fusion ;
- les conditions d'obtention de la fiche ;
- les références bibliographiques : nom des auteurs de la fiches, références de l'article.

### PDF-4
En plus des informations du PDF-2, le PDF-4 indique, lorsque ces informations sont connues :
- les positions des atomes dans la maille (structure) ;
- les représentations des molécules pour les cristaux moléculaires ;
- un diagramme de diffraction numérisé ou simulé.